# Lillooet, British Columbia
Lillooet  este o comună din provincia canadiană Columbia Britanică, districtul Squamish-Lillooet. 